# 1 miljoen vlinders
1 miljoen vlinders is een nummer van de Belgische popgroep Clouseau uit 1995. Het is de zesde single van hun zesde studioalbum Oker.